# Jim Gerlach
James „Jim” Gerlach (ur. 25 lutego 1955) – amerykański polityk, członek Partii Republikańskiej.
W latach 2003–2015 był przedstawicielem szóstego okręgu wyborczego w stanie Pensylwania w Izbie Reprezentantów Stanów Zjednoczonych.